# Drum Solo
Drum Solo er en dansk kortfilm fra 2015 instrueret af Nicolai Johansen.

## Handling
Jeppe drømmer om at blive trommeslager, men han kan ikke finde gnisten. Han står i skyggen af sin tidligere bandkammerat Christian og mangler selvtillid. Filmen følger ham en dag i øvelokalet, hvor han må kæmpe mod manglende inspiration samt Christians spøgelse.

## Medvirkende
- Jeppe Bredahl, Jeppe
- Christoffer Bakholdt Dibbern, Christian
- Karoline Svane, Pige ved bustoppested
- Jonas Kyed, Bandmedlen # 1
- Søren Seidelin Andersen, Bandmedlem # 2